# Debreczeni Pál-díj
A Debreczeni Pál-díj a Szegedért Alapítvány egyik kuratóriumi díja, melyet Szegedhez kötődő, jelentős közéleti személyiségeknek évente ítél oda az alapítvány Társadalmi-Állampolgári Kuratóriuma. A díj 2007 óta viseli Debreczeni Pál vállalatvezető, az alapítvány kuratóriuma első elnökének nevét.

## Díjazottak
- Farkasinszky Terézia pszichiáter (1990)
- Gyulay Endre nyugalmazott megyés püspök (1991)
- Darvas Tamás építész (1992)
- Nikolényi Gábor tanár (1993)
- Liebmann Béla fotóművész (1994)
- Szőke Péter rendőrkapitány (1995)
- Molnár Amália gyermekorvos (1996)
- Keszthelyi Béla főgyógyszerész (1997)
- Ónody Sarolta pszichiáter (1998)
- Csizmazia György ornitológus (1999)
- Kovács László szülész-nőgyógyász (2000)
- Rátkai Sándor papucsosmester (2001)
- Csernus Sándor kultúrdiplomata, egyetemi tanár (2002)
- Orbán Hedvig népművelő (2003)
- Vágás István vízépítő mérnök, hidrológus (2004)
- Vörös László irodalomtörténész (2005)
- Gősi Gábor állatorvos, a Szegedi Vadaspark igazgatója (2006)
- Molnár Gyula, a Molnár Dixieland vezetője, ornitológus (2007)
- Erdélyi Ágnes tanár (2008)
- Kothencz János, az ÁGOTA Alapítvány alapítója és elnöke (2009)
- Szirtesi Zoltán háziorvos, roma érdekvédő (2010)
- Kása Ferenc mesteredző (2011)
- Sófi József, a Sófi József a Szegedi Tehetségekért Alapítvány létrehozója (2012)
- Lednitzky András, a Szegedi Zsidó Hitközség elnöke (2013)
- Muszka Dániel, a szegedi Informatikai Történeti Múzeum megalapítója (2014)
- Tanács István újságíró (2015)
- Tajti Gabriella, a Szegedi Tudományegyetem Kulturális Irodájának vezetője (2016)
- Bátyai Edina kulturális menedzser (2017)
- Farkas András civil aktivista (2018)
- Erdélyi Eszter középiskolai tanár (2019)
- Hajdú Géza népművelő (2020)
- Martinkovics Katalin, a MASZK Egyesület alelnöke (2021)
- Szatmáry Károly csillagász, a Szegedi Csillagvizsgáló alapítója és vezetője (2022)

## A díj és átadása
A Debreczeni Pál-díj az alapítvány többi kuratóriumi díjával megegyezően Lapis András szobrászművész alkotása, 60 mm átmérőjű, kör alakú ezüst plakett. Egyik oldalán az alapítvány fődíjával járó – szintén Lapis András által alkotott – bronz kisplasztika hölgy figurája, másik oldalán Szeged város címere látható a felirattal: Szegedért Alapítvány Debreczeni Pál-díja (2007 előtt: Szegedért Alapítvány Kuratóriumi Díja). A díjjal járó pénzjutalom összegéről az alapítvány elnöksége dönt. Átadása – az alapítvány valamennyi díjával együtt – ünnepélyes formában, gálaműsor keretében történik évente a Szegedi Nemzeti Színházban, az 1879-es szegedi nagy árvíz évfordulójához, március 12-éhez legközelebb eső szombaton.